# Graf Seyssel d’Aixsches Schlösschen

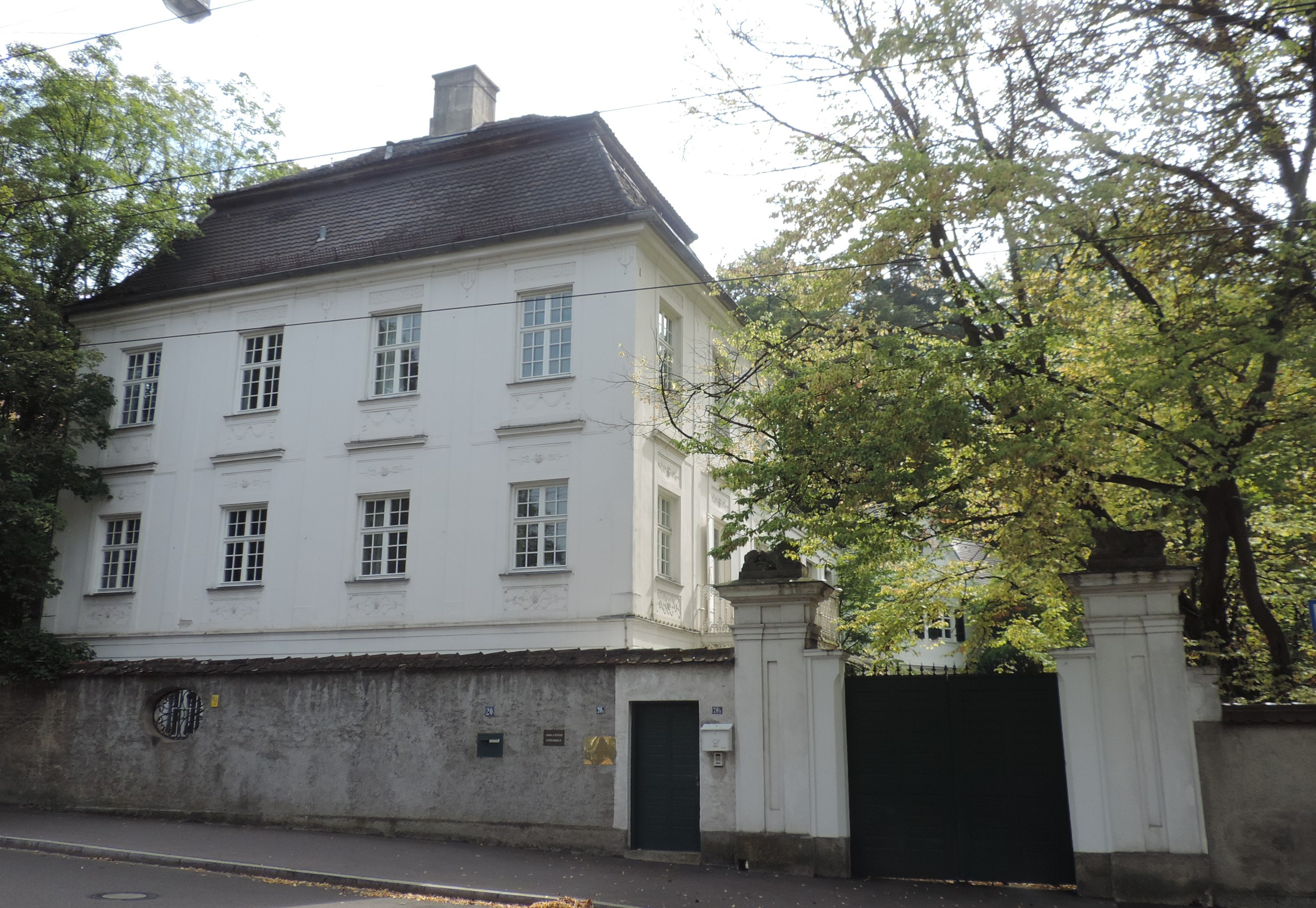
Blick von der Straßenseite auf das Schlösschen

Das Graf Seyssel d’Aixsche Schlösschen befindet sich in Augsburg-Göggingen. Es ist benannt nach dem aus Savoyen stammenden Adelsgeschlecht von Seyssel d’Aix, das im 18. Jahrhundert nach Bayern kam. Es ist Teil der Parkanlage des Ehemaligen Bühlerschen Gartenguts, zu dem auch der Gartenpavillon Römerturm gehört.

## Geschichte
Um 1650 ließ Daniel Buroner in einer großen Parkanlage vor den Toren Augsburgs ein stattliches Landhaus errichten, das 1705 erweitert wurde. Um 1750 entstand unter Weihbischof Johann Jacob von Mayr (1677–1749) ein neues Gebäude in Hanglage. Dieses erhielt in den Jahren 1786 bis 1788 Fassadendekorationen in klassizistischer Formensprache. Die Innenausstattung stammte von Peter Paul von Ritsch, die architektonische Gestaltung vermutlich von Johann Martin Pentenrieder. Um 1870/80 wurden große bauliche Veränderungen vorgenommen. Kurz vor 1900 erwarb Graf Edgar von Seyssel d’Aix (1868–1939) das Areal.

## Baubeschreibung
Das denkmalgeschützte Schloss ist ein dreigeschossiger Mansardwalmdachbau mit zweigeschossigem Anbau im Süden und klassizistischer Stuckgliederung der Fassade. Auf dem Areal befinden sich noch Nebengebäude (Remise, Stall, Waschküche) sowie ein Pavillon. Dabei handelt es sich um einen gemauerten Rundbau mit Umgang im Obergeschoss und flachem Kegeldach. Der Teepavillon ist ein fünfeckiger Holzbau mit Zeltdach, der um 1830/40 entstand. Gegen Norden zur Straßenseite sind das Schloss und der heute naturrechtlich geschützte Park von einer hohen Mauer umgeben. Auf den Pfeilern der Hofeinfahrt thronen Löwen, die wohl aus dem 18. Jahrhundert stammen.